# Бой при Вишневе
Бой при Вишневе (бел. Ві́шнева, Ві́шнеў) — один из боёв во время восстания под руководством Тадеуша Костюшко, произошедший между русскими и польскими войсками 17 июня 1794 года возле местечка Вишнево на территории современной Белоруссии.
В начале июня 1794 года князь Михал Клеофас Огинский решил совершить рейд в сторону Минска с целью расширения района восстания. Дойдя до Ивенца, где он со своими отрядом захватил обоз русских войск, и узнав, что против него направляются превосходящие силы противника, он решил отступить.
Бригадир Л. Л. Беннигсен двинулся за Огинским с отрядом около 1500 человек. 15 июня Беннигсен прибыл в Воложин, где узнал, что отряд Огинского намерен отступать через местечко Вишнево.
Утром 17 июня Огинский у села Саковщина, в полутора верстах от Вишнево, перешел с обозом по броду через реку Березину, переправил конницу по мосту, а затем сломал мост. В Вишневе он узнал, что подходившим с севера отрядом Кнорринга ему перекрыта дорога на Боруны для соединения с основными силами дивизии Якуба Ясинского.
В это время подошедшие солдаты Беннигсена за полчаса построили переправу и в девять часов утра атаковали Вишнево силами трех эскадронов Изюмского полка и шестидесяти казаков. Конница полковника Трегубова проскакала мимо Вишнева и увидела конницу Огинского, которая сумела выстроиться в боевой порядок и даже встретить противника «жесточайшим огнем» из одной малокалиберной пушки. Трегубов сформировал боевой порядок, энергично атаковал и разгромил противника. Конница Огинского, отойдя на некоторое расстояние, снова выстроилась, но русские кавалеристы вторично опрокинули ее и преследовали через кусты по обе стороны большой виленской дороги.
В это же время стрелкам Огинского (300 человек) удалось занять две возвышенности между селами Зофиново и Лютошь и под прикрытием леса встретить огнем правый фланг русской конницы. Вскоре к первой возвышенности подошли егеря 4-го батальона Эстляндского корпуса и под сильным огнем поляков заняла высоту. Затем русские разместили на нем 2 орудия и стали обстреливать отступившего на вторую высоту противника. Затем четыре пехотные роты выбили стрелков Огинского со второй возвышенности.
Разгром отряда Огинского был полным. Сам Огинский писал, что бежал со 150 людьми, потеряв весь обоз. По данным Беннигсена, в ходе боя, продолжавшегося с 9 часов утра до половины двенадцатого, он потерял 6 человек убитыми и 30 ранеными, а Огинский более 300 человек.